# Герхард V (Епщайн)
Герхард V фон Епщайн (VI) (на немски: Gerhard V von Eppstein; * ок. 1253; † сл. 1294) е господар на Епенщайн.

## Биография
Той е големият син на Готфрид III фон Епщайн (1227 – 1293) и първата му съпруга Мехтхилд фон Изенбург-Вид-Браунсберг († 1280), дъщеря на Бруно II фон Изенбург-Вид-Браунсберг († 1255). Брат е на Зигфрид (* ок. 1256; † 1332). Племенник е на Герхард фон Епщайн, архиепископ на Майнц (1288 – 1305).
Герхард започва духовната си кариера като клерик. Между 1286 и 1290 г. е приор на „Св. Петър“ в Майнц. По желание на чичо му архиепископ Герхард фон Епщайн, той напуска духовенството, за да се ожени.

## Фамилия
Герхард V се жени ок. 1 декември 1294 г. за Елизабет (Средна) фон Хесен (* 1276; † сл. 6 юли 1306), вдовица на херцог Вилхелм фон Брауншвайг-Люнебург-Волфенбютел († 1292), дъщеря на ландграф Хайнрих I „Детето“ фон Хесен и Мехтилд фон Клеве.  Те нямат деца.